# 杨钰莹
杨钰莹（1971年5月11日—），本名杨岗丽，女，江西南昌人，中国歌手、主持人，於1990年代出道，被人稱为“歌坛玉女”和“甜歌皇后”。沉寂多年后于2012年初正式复出歌坛，并开始以主持人身份活跃于公众视野。

## 经历

### 青少年时期
杨钰莹出生于江西省南昌市新建县石岗镇石岗村的一个普通家庭，杨母因此为其取名“杨岗丽”。自幼丧父，儿时家境贫寒，靠母亲辛苦劳作维持生计，抚养她和姐姐。杨钰莹五岁左右就已开始登台献唱，少年时代一直活跃在南昌市少年宫合唱团，并于1985年春在中国中央电视台举办的全国少年儿童“小百灵”电视赛歌活动上以童声二重唱《冬天的童话》获得演唱二等奖。在南昌市第三中学就读期间，她曾主持过南昌市中学生艺术节，并在南昌市大中学生“红星杯”青春歌手大赛中以一曲《珊瑚颂》获得一等奖。1986年中学毕业后，她升入南昌师范学校艺师班声乐专业（民族唱法）学习，并于1989年夏毕业。她在校期间就有过短暂的歌厅驻唱经历，毕业后在江西省歌舞团任职一年。1989年7月随江西籍音乐人吴颂今初次赴广州发展，但前期并不顺利，曾被多家音像公司拒之门外。1990年，她在广东惠州音像出版社以本名杨岗丽发行了首张个人（翻唱）专辑《90韩宝仪 爱我多深》，刚一推出订货量就达18万盒，令她在南方音像市场上崭露头角。

### 1990年代代表性偶像
1990年10月她签约广州新时代影音公司以歌手身份正式出道，成为中国本土第一代签约歌手。同时，她也一直在广东星海音乐学院进修，曾拜该院陈肖容教授为师。同年，她以艺名“杨钰莹”发行首张个人原创专辑《为爱祝福》，在当年12月于珠海举行的南方音像集团全国冬季订货会上仅现场订货即达20万盒销量，身为新人的她创下了内地歌手前所未有的佳绩，成为中国内地唱片界令人瞩目的新星。
1991年12月14日，在唱片公司的鼎力支持下，杨钰莹登上中央电视台《旋转舞台》栏目“金银榜”的舞台，演唱了《茶山情歌》和《风含情，水含笑》两首歌曲并立即引发热潮，二十岁的杨钰莹一夜间红遍中国大陆，成为内地家喻户晓的明星，无数人通过电视看到她的相貌、听到她的歌声，都惊为天人。1992年，杨钰莹的专辑《风含情，水含笑》成为中国内地歌坛历史上第一张发行当年销量即破百万的原创唱片，这也成为内地原创流行音乐打破持续多年的港台流行乐垄断内地音像市场局面的标志性事件。
此后，她为电视剧《外来妹》演唱的片头曲《我不想说》又迅速传唱大江南北，成为中国流行音乐发展史上具有特殊意义的名曲。1993年，她发行的专辑《月亮船》，在当年南方音像订货会上高居第一，轻松地再度突破百万销量大关；而该专辑中的曲目《轻轻地告诉你》尤其将她清新纯净的音色和娇俏纯真的特质发挥得淋漓尽致，并成为她最为深入人心的代表性原唱作品。
1990年代前期，杨钰莹在中国歌坛红极一时，尤其与歌手毛宁的搭档演出更备受欢迎，被誉为“金童玉女”，两人合作发行的专辑《能有几次这样的爱》中的对唱曲目《心雨》至今广为传唱。作为中国大陆流行音乐繁荣时期“广东流行乐坛”和“94新生代”的代表性歌手之一，杨钰莹歌唱事业的巨大成功奠定了她在华语流行音乐发展史上的重要地位。1997年，杨钰莹在歌唱事业尚处颠峰之际突然宣布淡出歌坛，而其身后创下的内地原创唱片销量纪录及中国本土偶像女歌手的神话，至今无人打破和超越。
杨钰莹被媒体广泛报导为中国大陆迄今唱片销量最高的歌手。截至2012年，其正版唱片总销量达两千多万张。考虑到1990年代为大陆流行乐音像业发展初期，音像市场为盗版出版物所垄断，实际销量应远高于此，但具体数据难以统计。

### 厦门远华走私案风波
1999年，厦门远华走私案爆发；2002年8月3日，杨钰莹在凤凰卫视《鲁豫有约》节目中公开自己与主犯赖昌星之侄赖文峰曾有过一段恋情，因而迅速被推上了社会舆论的风口浪尖。虽然她坚称当时23岁的自己和21岁的赖文峰之间于1994年开始了一段单纯的恋爱关系，并已于1997年分手，仍引来一时间铺天盖地的各类传言，在媒体的大肆渲染下她与远华案的关系被演绎成多种传闻版本。2002年《潇湘晨报》报导，赖文峰的母亲林女士在接受采访时说，1997年之后，杨钰莹大部分时间都呆在晋江烧厝赖文峰家，并与其在香港登记结婚，直到1999年赖家案发才离开。但同年11月《羊城晚报》报导，杨钰莹声明自己从未结婚，与赖文峰分手的时间也远在案发之前；赖文峰的姐姐赖丽玲和赖母林女士对她的说法都给予支持，并指上述报导严重失实（据林女士描述，《潇湘晨报》三名记者谎称是杨钰莹的朋友和亲戚来访，但因无理追问不到十分钟就激怒了她，被她告知杨钰莹“都不知道远华公司在哪里”后赶走）。后经公安机关对该案深入调查后认定，杨钰莹和“远华案”之间并无任何瓜葛；而媒体在该事件过程中所表现出的职业操守则受到广泛质疑。

### 正式复出
淡出歌坛后，杨钰莹曾到世界周游。直到2000年，她加入姐姐杨晨丽开办的深圳世纪星辰文化有限公司，发行唱片《故事》复出，尽管仍有不错的市场反响，但受到赖昌星传闻影响，演唱事业受阻。2004年后她便甚少在公共媒体露面，后曾在悉尼留学一年。2011年她现身深圳，有媒体披露杨钰莹和家人已定居深圳，过着深居简出的平凡人的生活；这在她后来的访谈中得到了证实。
2012年初，暌违多年的杨钰莹以一曲《我在春天等你》再度重返舞台，仍然显示出强大的市场号召力，媒体关注度和影响力不减当年。年届四十的她美丽依旧，保养极好，其不变的容颜也迅速成为坊间热议和媒体争相探讨的话题。此后至今，杨钰莹频频亮相公共媒体和参加商业演出（参见演出列表），受到大批各年龄层的歌迷的热情拥戴。同时，她和经纪公司深圳市星时代文化有限公司积极筹备复出后的首张原创个人专辑《遇江南》，已于2012年12月27日正式发行。在该专辑中，她延续并发展了自己温婉恬淡、清新自然的演唱风格。
2013年5月，杨钰莹受天津卫视综艺节目《天下无双》之邀初次担任主持人，首次跨界登台，其表现亦受到广泛好评，并因敬业的工作态度和出色的收视成绩受到天津卫视的特别嘉奖。
2013年自己的生日当天（5月11日），杨钰莹在家乡南昌成功举行演唱会，拉开了她首次举办的“最好的时光”全国巡回演唱会的帷幕。2014年4月19日，她回到自己的音乐故乡，在广州天河体育馆成功举办了巡演的第二场。
2021年1月，參與中國大陸女團選秀節目乘風破浪的姐姐第二季的演出。

## 音乐专辑
（按：贺岁专辑从略）
- 1990年 《90韩宝仪 爱我多深》（翻唱）
- 1990年 《为爱祝福》
- 1991年 《梦中花》
- 1992年 《风含情 水含笑》
- 1992年 《情歌伴舞》
- 1992年 《共醉共舞歌伴舞》
- 1993年 《月亮船》
- 1993年 《能有几次这样的爱》（与毛宁合作）
- 1994年 《等你一万年》
- 1994年 《粤语金曲歌伴舞》
- 1995年 《因为有你》
- 1996年 《一片艳阳天》
- 1996年 《你带来一片温柔》
- 2000年 《故事》
- 2002年 《妈妈留给我一首歌》
- 2003年 《一段情》
- 2006年 《不了情》
- 2012年 《遇江南》
- 2022年 《渔歌子（童声合唱版）》[19]

## 演出
（仅录2011年底复出之后演出；电视节目日期为录制而非播出时间）

| - 2011年12月23日 深圳卫视《年代秀》嘉宾 - 2012年1月17日 湖南卫视春节晚会 - 2012年1月22日 广东卫视春节晚会 - 2012年2月22日 录制山东卫视《歌声传奇》致敬杨钰莹专场 - 2012年3月22日 湖北荆门2012年金龙泉啤酒祭水大典 - 2012年3月26日 湖南长沙喜来登五周年庆典演出 - 2012年3月29日 东方卫视《舞林大会》嘉宾 - 2012年4月22日 录制天津卫视《王者归来》杨钰莹专场 - 2012年4月25日 参加毛宁新专辑发布会 - 2012年4月28日 湖北麻城杜鹃文化节开幕式晚会 - 2012年4月30日 浙江卫视《麦霸英雄汇》嘉宾 - 2012年5月4日 湖南卫视《天声一队》嘉宾 - 2012年5月6日 安徽灵璧奇石文化节开幕晚会 - 2012年5月18日 录制山东卫视《歌声传奇》六一儿童节特辑 - 2012年5月25日 湖南邵阳“劳动者之歌”大型明星演唱会 - 2012年5月26日 陕西府谷“和谐府谷 幸福家园”明星演唱会 - 2012年6月8日 重庆农村商业银行个人存款突破2000亿庆祝晚会 - 2012年6月16日 江苏淮安“七星岛之夜”晚会 - 2012年6月21日 录制山东卫视《端午南来风》 - 2012年7月2日 湖南卫视第十一届《汉语桥》开幕式 - 2012年7月24日 湖南卫视《向上吧，少年》嘉宾 - 2012年7月27日 青海卫视《花儿朵朵》十进九比赛评委 - 2012年8月4日 参演陕西神木演唱会 - 2012年8月11日 “萝岗之夜”广东乐坛35周年庆典 - 2012年8月18日 湖南郴州首届啤酒节演唱会 - 2012年8月23日 第三届湖北郧西天河七夕文化旅游节开幕式 - 2012年8月28日 陕西定边第三届马铃薯节开幕式 - 2012年9月2日 湖北京山网球节之夜 - 2012年9月20日 黄石第二届矿冶文化旅游节 - 2012年9月29日 沈阳“95.9之夜”华语歌坛巨星经典演唱会 - 2012年10月12日 参演江苏南通演唱会 - 2012年10月27日 广东东莞鼎峰尚境演出 - 2012年11月24日 凤凰传奇深圳演唱会嘉宾 - 2012年12月8日 黄征北京演唱会嘉宾 - 2012年12月15日 参演天津卫视跨年晚会“2013最美跨年夜” - 2012年12月17日 湖南卫视《天天向上》嘉宾 - 2012年12月18日 湖南卫视《奇舞飞扬》评委嘉宾 - 2012年12月22日 江苏金坛岁月经典演唱会 - 2012年12月27日 北京《遇江南》新专辑发布会 - 2012年12月31日 湖南卫视跨年狂欢夜晚会 | - 2013年1月7日 接受《人物》为新专辑所作专访 - 2013年1月8日 鹏城歌飞扬·2012年度颁奖暨星光十年音乐盛典 - 2013年1月9日 山东润峰集团年会演出 - 2013年1月13日 湖南卫视《新闻当事人》专访 - 2013年2月1日 深圳华侨城春晚演出 - 2013年2月21日 湖南卫视《百变大咖秀》嘉宾 - 2013年3月18日 四川广元第十一届中国苍溪梨花节开幕式演出 - 2013年3月27日 录制凤凰卫视《鲁豫有约》节目 - 2013年3月29日 网易时尚沙龙受邀担任“网易美容大使” - 2013年4月6日 天津卫视《王者归来》“但愿人长久”嘉宾 - 2013年4月16日 杨钰莹“最好的时光”南昌演唱会新闻发布会 - 2013年4月28日 四川卫视中国爱·420芦山地震公益特别节目 - 2013年4月21日 第八届杰出华商大会吉运集团·华商之歌文艺晚会 - 2013年5月11日 举办“最好的时光”全国巡回演唱会首场（南昌站） - 2013年5月17日 四川自贡荣县大佛文化旅游节演出 - 2013年06至09月 主持天津卫视综艺节目《天下无双》（10期） - 2013年6月20日 北京卫视《全景对话》“让我轻轻地告诉你”嘉宾 - 2013年07至08月 山东卫视《中国星力量》导师 - 2013年7月13日 北京卫视《大戏看北京》嘉宾 - 2013年7月16日 参演宁波奇帅电器十周年庆典暨2013年新品鉴赏会 - 2013年7月28日 主持并参演安徽卫视2013亚洲偶像盛典 - 2013年8月9日 参演江苏卫视首届《海峡两岸七夕晚会》 - 2013年8月11日 河南都市《你最有才》第六季总决赛暨颁奖盛典嘉宾 - 2013年8月13日 山西晋城第三届孙文龙纪念馆文化节演出 - 2013年8月31日 参演湖南省长沙市春晚三十周年大型庆典晚会 - 2013年8月27日 河北卫视《明星同乐会》嘉宾 - 2013年9月17日 河南南阳市《中域之夜》新闻发布会暨明星见面会 - 2013年9月20日 湖南卫视《奇舞飞扬》评委嘉宾 - 2013年9月27日 参演北京会议《华商之歌》大型文艺晚会 - 2013年11月28日 杨钰莹“最好的时光”广州演唱会新闻发布会 - 2013年12月1日 辽宁营口世邦魏理仕携手香榭岚庭产品品鉴会 - 2014年12月17日 安徽卫视国剧盛典颁奖和演出嘉宾 - 2015年1月22日 担任北京卫视《音乐大师课》导师 - 2015年2月19日 江苏卫视春节联欢晚会 - 2015年7月 《偶像来了》 - 2016年4月28日 湖南衛視《我想和你唱》第四期嘉賓 - 2018年9月24日 《2018湖南衛視中秋之夜》表演嘉賓 - 2018年9月24日 《漢風秋月2018中秋晚會》表演嘉賓 |

## 影视演出
- 1991年 电影《时光列车》（未发行）
- 2019年 电影《我在春天等你》(網絡電影)

## 书籍
- 1998年 《杨钰莹美颜物语》（广州出版社1998年5月出版）